# Dragan Labović
Dragan Labović (Prokuplje, 20. travnja 1987. – Beograd, 2025.) bio je srbijanski profesionalni košarkaš, visok  2,07 m i težak 104 kg. Igrao je nekoliko pozicija, krilo, krilnog centra i centra.

## Karijera
U FMP Železnik stigao je 2002. iz leskovačkog Zdravlja, da bi za Pantere debitirao već kao 16-godišnjak. Odigrao je potom dvije sezone u njihovom juniorskom sastavu, a prvu seniorsku sezonu - nakon koje se vratio u staru sredinu - proveo je na posudbi u Borcu iz Čačka. U NLB ligi 2008./09. bilježio je prosječnih 18 poena, 6.3 skoka i 1.6 asista po susretu, dok je u srpskoj Superligi uz isti prosječni broj skokova upisivao 9.4 poena i 1.1 asistenciju. Nakon odrađene sezone napustio je FMP i potpisao četverogodišnji ugovor sa španjolskom Gran Canarijom.

## Srpska košarkaška reprezentacija
Bio je član srpske košarkaške reprezentacije na Europskom prvenstvu u Španjolskoj 2007. godine. 

## Vanjske poveznice
- Profil na NLB.com
- Profil na Euroleague.net